# Espartanos (partido político)
Espartanos (griego: Σπαρτιάτες, romanizado: Spartiátes) es un partido político griego de extrema derecha fundado en 2017 por Vasilis Stigkas.

## Historia
Vasilis Stigkas (exmiembro de Nueva Democracia y la Concentración Popular Ortodoxa)  fundó el partido Espartanos en 2017, mientras participaba en programas políticos en el canal de YouTube de Konstantinos Plevris y Tasos Simigdalas. Durante ese tiempo, entrevistó a diferentes personalidades políticas como el izquierdista Panagiotis Lafazanis, el centrista Vasilis Leventis y el dirigente de Amanecer Dorado Ioannis Lagos. Después de 2019, Stigkas presentó un programa semanal de apoyo al partido neonazi Conciencia Nacional Popular (ELASYN).
Para las elecciones europeas de mayo de 2019, se anunció una cooperación electoral con el partido Unión de Centristas de Vasilis Leventis. En las elecciones legislativas nacionales de 2019, Stigkas participó una vez más en la lista electoral de la Unión de Centristas.
En diciembre de 2020, la formación de una coalición fue anunciada por ELASYN, la Unión Patriótica Helénica Popular (LEPEN), Espartanos, el Frente Unido de la Ideología Griega de los Compatriotas (EMEIS) y la Línea del Frente, con la perspectiva de una participación electoral conjunta con el nombre de KYMA. En febrero de 2021, la coalición anunció la colaboración de la formación con el capitán retirado y jefe del Movimiento de Ciudadanos Populares (LAKIP) Andreas Petropoulos.
El 8 de junio de 2023, el Tribunal Supremo de Grecia permitió al partido Espartanos participar en las elecciones legislativas de junio de 2023. Tras la exclusión del partido ultraderechista Griegos por la Patria de Ilias Kasidiaris de las elecciones de mayo y junio de 2023, Kasidiaris anunció su "total apoyo" al partido de Stigkas.

## Ideología
El partido es considerado nacionalista y conservador, posicionado en la extrema derecha del espectro político. Mientras algunas fuentes sitúan su retórica como «ultranacionalista» y «ultraconservadora», el partido se describe a sí mismo como partidario de la «derecha popular patriótica», del tríptico «patria-religión-familia» y del «sano nacionalismo griego».
Según Espartanos, las tradiciones del helenismo actualmente están desaparecidas de la vida pública y el partido se describe a sí mismo como «el brazo de hierro y el verdadero baluarte que pondrá fin al declive y la entrega de Grecia y los ciudadanos griegos».

## Vínculos con Griegos por la Patria
Gran parte de la prensa que trata con la extrema derecha cree que el apoyo de Ilias Kasidiaris a los Espartanos no fue una casualidad. Al menos 10 miembros y políticos de Griegos por la Patria, incluido uno de los abogados de Kasidiaris, están en las listas electorales de los Espartanos. Stigkas había apoyado abiertamente al ELASYN del neonazi condenado Ioannis Lagos, y luego resultó ser miembro de Griegos por la Patria. En las elecciones legislativas griegas de mayo de 2023, Espartanos no participó ni se involucró en la discusión de los posibles partidos que apoyaría Ilias Kasidiaris. Después de la segunda prohibición de participar en las elecciones por parte de la Corte Suprema, Kasidiaris y los miembros de su partido apoyaron abiertamente a los Espartanos, por lo que se considera probable que los Espartanos también sean utilizados por Kasidiaris para la representación indirecta en el Parlamento.

## Resultados electorales

### Consejo de los Helenos
| Elección  | Votos   | Votos | Votos | Escaños | Escaños | Notas                      |
| Elección  | #       | %     | Lugar | #       | ±       | Notas                      |
| --------- | ------- | ----- | ----- | ------- | ------- | -------------------------- |
| 2019      | 70 161  | 1.24  | 9º    | 0/300   |         | con la Unión de Centristas |
| Jun.-2023 | 241 632 | 4.64  | 5º    | 12/300  | 12      |                            |

### Parlamento Europeo
| Elección | Votos                               | Votos | Votos | Escaños | Escaños |
| Elección | #                                   | %     | Lugar | #       | ±       |
| -------- | ----------------------------------- | ----- | ----- | ------- | ------- |
| 2019     | 82 075 (con la Unión de Centristas) | 1.45  | 10º   | 0/21    | nuevo   |